# William Ewerlöf
Hugo William Ewerlöf, född 23 november 1865 i Landskrona, död där 8 september 1948, var en svensk köpman. Han var bror till Viktor och Erik Ewerlöf.
Ewerlöf, som var son till drätselkamrer Bernhard Ewerlöf och Sofia Meissner, var innehavare av en välrenommerad tobaks- och papperhandel i Landskrona från 1898 och verkställande direktör i Landskrona Kallbadhus AB. Han var ledamot av stadsfullmäktige från 1905 och vice ordförande där från 1919.
I Landskrona har Ewerlöfs holme vid Citadellet, uppkallats efter honom. Det var under många år ett odlingsområde för medicinalväxter åt Ewerlöfs svärfar, apotekare Elis Bergh.